# Júnior Paulista
Júnior Paulista, właśc. José Cristiano de Souza Júnior (ur. 11 sierpnia 1977 w São Paulo) – brazylijski piłkarz występujący na pozycji pomocnika.

## Kariera klubowa
Grę w piłkę nożną rozpoczął w 1989 roku w juniorach São Paulo FC. Następnie trenował w CA Juventus, w barwach którego w 1997 roku zaczął karierę na poziomie zawodowym. Kolejnymi jego klubami były Guarani FC, Santa Cruz FC (zdobycie Campeonato Pernambucano 1999) oraz grający w rosyjskiej ekstraklasie zespół Urałan Elista, gdzie jednak nie udało mu się zaliczyć żadnego oficjalnego występu.
W latach 2001–2005 był on zawodnikiem SE Palmeiras, dla którego nie rozegrał on żadnego ligowego meczu. Przez cały okres trwania jego kontraktu ośmiokrotnie wypożyczano go do innych brazylijskich zespołów. W 2002 roku będąc piłkarzem Figueirense FC zdobył Campeonato Catarinense. W sezonie 2002 w barwach Guarani FC zadebiutował w Série A i rozegrał w niej 22 spotkania, w których zdobył 1 bramkę. W kolejnym sezonie jako gracz SC Internacional zaliczył 13 gier w brazylijskiej ekstraklasie i wywalczył Campeonato Gaúcho.
Przed rundą wiosenną sezonu 2005/06 definitywnie rozstał się z SE Palmeiras i podpisał umowę z Pogonią Szczecin, prowadzoną przez Bohumila Páníka. 11 marca 2006 zadebiutował w I lidze w przegranym 0:3 meczu z Amicą Wronki. W kwietniu 2006 roku władze klubu rozwiązały jego kontrakt. Ogółem rozegrał on w polskiej ekstraklasie 6 spotkań, nie zdobył żadnego gola. Po odejściu z Pogoni był graczem boliwijskiego zespołu Oriente Petrolero (Primera División). W latach 2007–2009 kontynuował karierę w rodzimych klubach występujących w niższych kategoriach rozgrywkowych, kolejno: Tupi FC, Atlético Alagoinhas, Joinville EC, EC São José oraz Grêmio Esportivo Brasil.
W latach 2009–2012 Júnior Paulista występował w China League One. Jako zawodnik Shanghai Pudong Zobon, Tianjin Songjiang oraz Beijing Baxy rozegrał łącznie 74 spotkania w chińskiej ekstraklasie w których zdobył 9 bramek. Po odejściu z Beijing Baxy w 2012 roku zakończył karierę piłkarską.

## Sukcesy
Santa Cruz FC
- Campeonato Pernambucano: 1999

Figueirense FC
- Campeonato Catarinense: 2002

SC Internacional
- Campeonato Gaúcho: 2003